# Epossicalcone
L'epossicalcone è un composto derivante dal calcone avente formula molecolare C15H12O2. Esso è un epossido ma contiene anche un gruppo carbonile (C=O) e due anelli benzenici.
Uno dei suoi usi è come attivatore dell'enzima epossidrolasi.

## Sintesi
L'epossicalcone può essere ottenuto per epossidazione del calcone.
Si crea la specie nucleofila (ione perossido):
Lo ione perossido (fortemente reattivo) va ad attaccare il doppio legame del calcone:
La carica negativa generata sull'atomo di carbonio, attrae l'ossigeno ciclizzando. C'è l'espulsione di un anione OH-: